# Guglielmo Gattiani
Guglielmo Gattiani (né le 11 novembre 1914 à Badi, frazione de la commune de Castel di Casio et mort le 15 décembre 1999  à Faenza) est  un prêtre catholique italien de l'Ordre des Frères mineurs capucins. Connu pour l'austérité de sa vie religieuse et recherché pour ses conseils et ses prières, il fut un maître de vie spirituelle reconnu. La cause pour sa béatification a été engagée par l'Église catholique. Il a été reconnu vénérable en 2024 par le pape François.

## Biographie
Oscar Gattiani, en religion frère Guglielmo de Badi, fut pendant 19 ans le maître des novices au couvent des capucins de Cesena. Il s'efforce de leur transmettre les valeurs de pauvreté voulues par saint François d'Assise et leur apporte de nombreux conseils pour la vie religieuse pour être cohérent avec l'époque contemporaine. Envoyé à Lagrimone, il approfondit son désir de pauvreté, dans l'idéal du charisme franciscain. Ayant la charge de la direction spirituelle des sœurs capucines, ses supérieurs l'autorisent à vivre dans la plus grande austérité dans une cabane du jardin de cette communauté. Pendant son temps libre, Guglielmo Gattiani reçoit de nombreux fidèles pour se confesser ou recevoir des conseils et des prières. L'austérité du religieux amène des laïcs à former autour de lui une fraternité franciscaine séculaire.
En avril 1980, il effectue un pèlerinage en Terre sainte dans le but de s'imprégner plus encore des écritures bibliques et de la vie du Christ. Après avoir visité les lieux saints, il se retire dans de petites communautés franciscaines implantées dans le désert ou près des sanctuaires. Il prolonge son pèlerinage et espère finir ses jours ici. Le 15 octobre 1980, ses supérieurs le rappellent en Italie pour l'attacher au sanctuaire Santissimo Crocifisso de Faenza. Guglielmo Gattiani y restera jusqu'à sa mort. Commence alors un intense ministère de confesseur. Il commence sa journée à 6 heures et la termine jusqu'à la fermeture du sanctuaire, à 19 heures 30. Il passe de longues heures au confessionnal et reçoit des dizaines de personnes qui lui confient leurs soucis ou demandent ses prières. Après le repas du soir, il prend encore des appels téléphoniques et répond aux lettres qui sont nombreuses, puis se retire dans la prière jusqu'à une heure tardive pour prier pour les personnes qu'il a rencontrées dans la journée. Il sera surnommé le "Padre Pio de Faenza".
À sa mort, survenue le 15 décembre 1999, on entendit dire : "le saint est mort!"

## Vénération

### Béatification
Après avoir reçu l'aval du Saint-Siège, c'est le 4 novembre 2006 que la cause en béatification de Guglielmo Gattiani débute dans le diocèse de Cesena. L'enquête diocésaine se clôture le 24 mai 2013 puis elle est envoyée à Rome pour être soumise au jugement de la Congrégation pour les causes des saints. 
À la suite de l'avis positif des différentes commissions, le 23 mai 2024, le pape François signe le décret reconnaissant l'héroïcité des vertus de Guglielmo Gattiani, lui attribuant ainsi le titre de vénérable.
La reconnaissance d'un miracle attribué à son intercession lui permettrait d'être proclamé bienheureux.

### Vénération
Le 15 décembre 2013, quatorze ans après sa mort, les restes mortels du P. Gattiani sont transférés de Faenza à Cesena, et placés dans le couvent des capucins sur le col de Garampo pour répondre à l'engouement populaire et permettre une meilleure accessibilité des fidèles sur sa tombe.